# Vincent Auriol
Vicent Auriol (Revèl, Alta Garona, Migdia-Pirineus, 27 d'agost de 1884 - París, Ille-de-France, 1966) fou un polític francès, President de la República francesa del 1947 al 1954.
Fill d'un carnisser, estudià dret a Tolosa de Llenguadoc. Ingressà al Partit Socialista Francès i el 1908 ja fou redactor del seu diari Le Midi Socialiste. El 1914 fou elegit diputat socialista per Muret, i el 1920, quan el Partit Socialista Unificat es va trencar, ingressà al SFIO.
Fou alcalde de Muret del 1925 al 1946, i continuà com a diputat per l'Alta Garona fins al 1942. Durant el govern del Front Popular fou ministre de finances (1936-1937) i ministre de justícia (1937-1938). Com que fou un dels diputats que el 1940 es negà a votar a favor de la concessió de plens poders al mariscal Henri Philippe Pétain el juliol del 1940, fou arrestat, però el 1941 fou posat sota vigilància domiciliària per motius de salut. El 1942 es va unir a la Resistència francesa, i el 1943 fugí de França cap a Londres en avió. El 1944 fou president de la Comissió de Finances de l'Assemblea Constitutiva d'Alger i representant dels socialistes en el govern de Charles de Gaulle.
El 1946 fou president de la primera i segona Assemblea Constitutiva, en la que també fou ministre sense cartera, així com primer representant francès a l'Assemblea General de les Nacions Unides. Un cop proclamada la Quarta República Francesa, en fou escollit president el 16 de gener del 1947 per 452 vots contra 242 de Champetier de Ribes (MRP), 122 de Jules Gasser (radical) i 60 de Michel Clemenceau (dreta). El seu paper durant el mandat es limità a fer d'àrbitre i mantingué una línia política de centre. També fou testimoni del començament de la fi de l'imperi colonial francès (Vietnam, Madagascar, Marroc, Tunísia). El 1954 acabà el seu mandat i no es presentà a la reelecció, i fou succeït per René Coty. El 1958 abandonà el SFIO i el 1959 fou nomenat membre del Consell Constitucional Francès, però es va oposar aferrissadament a la concentració de poders sobre Charles de Gaulle i el 1960 va dimitir. El 1965 donà suport la candidatura de François Mitterrand.